# Sarria
Sarria es un municipio y localidad española de la provincia de Lugo, en la comunidad autónoma de Galicia. Es capital de la comarca de Sarria y sede del partido judicial del mismo nombre. Tiene una población de 13 257 habitantes (INE 2021), siendo el quinto municipio más poblado de la provincia. La capital municipal está situada a 31 km al sur de Lugo. 
Es conocida por ser el punto de inicio habitual para realizar los últimos 100 km del Camino de Santiago francés. Entre sus monumentos destaca la torre de la fortaleza de los Marqueses de Sarria, único elemento superviviente de la fortaleza, y el monasterio de la Magdalena construido en el siglo XIII. En total, en todo el municipio se pueden encontrar hasta 20 iglesias de la época románica.

## Historia

### Prehistoria e historia antigua

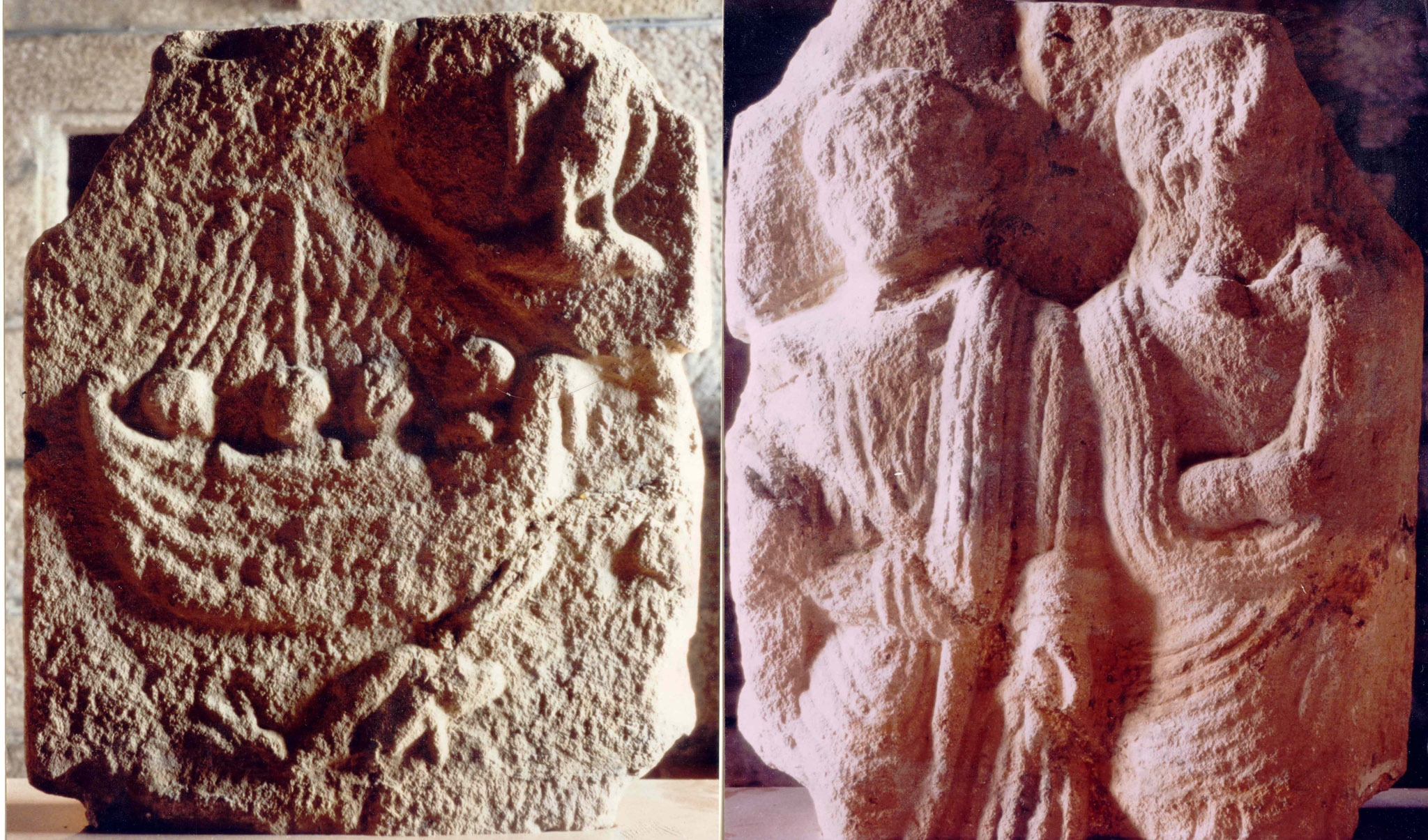
Estela de Vilar de Sarria (hoy en el Museo de Pontevedra)

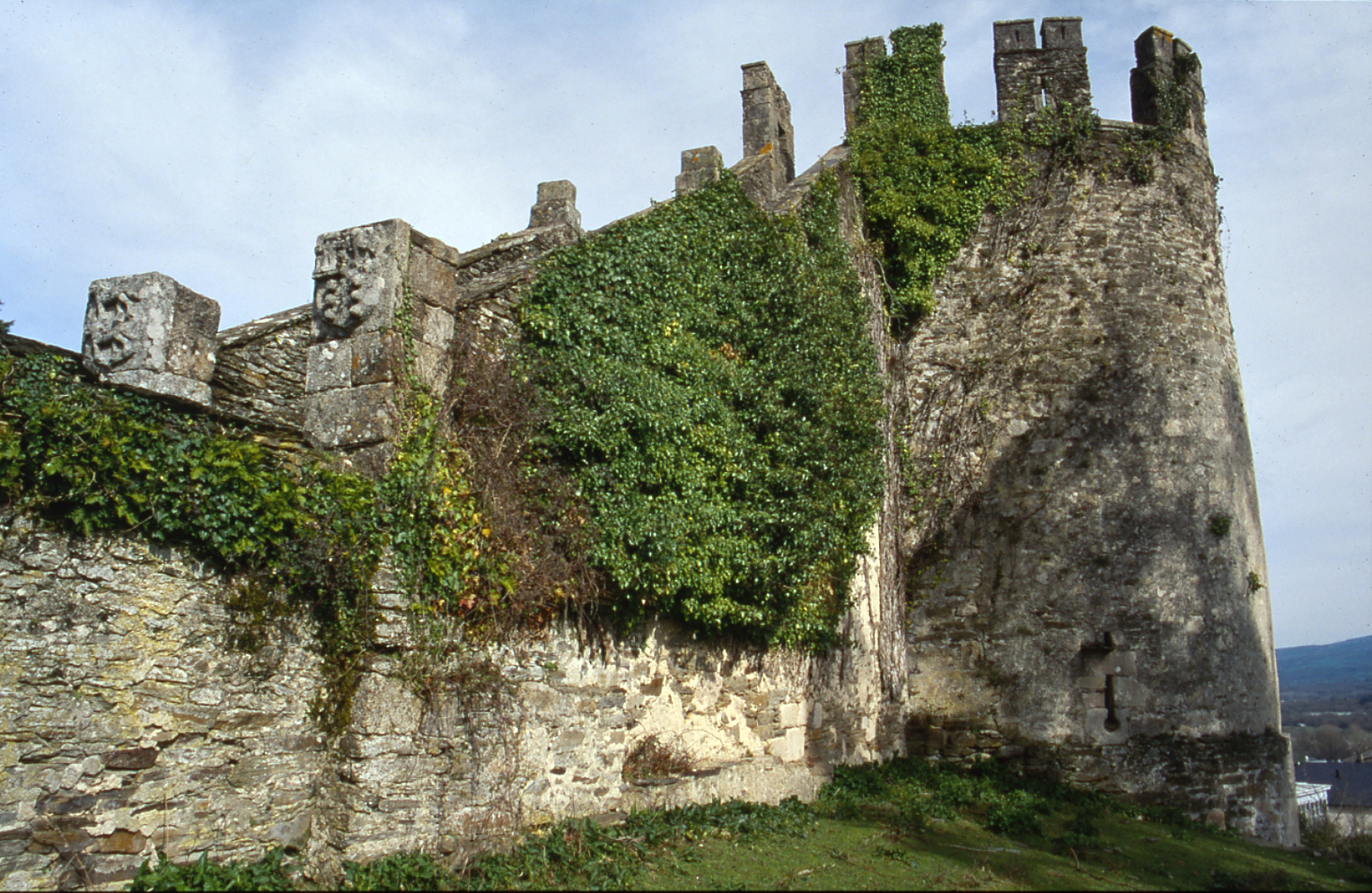
Torre de la fortaleza de los Marqueses de Sarria

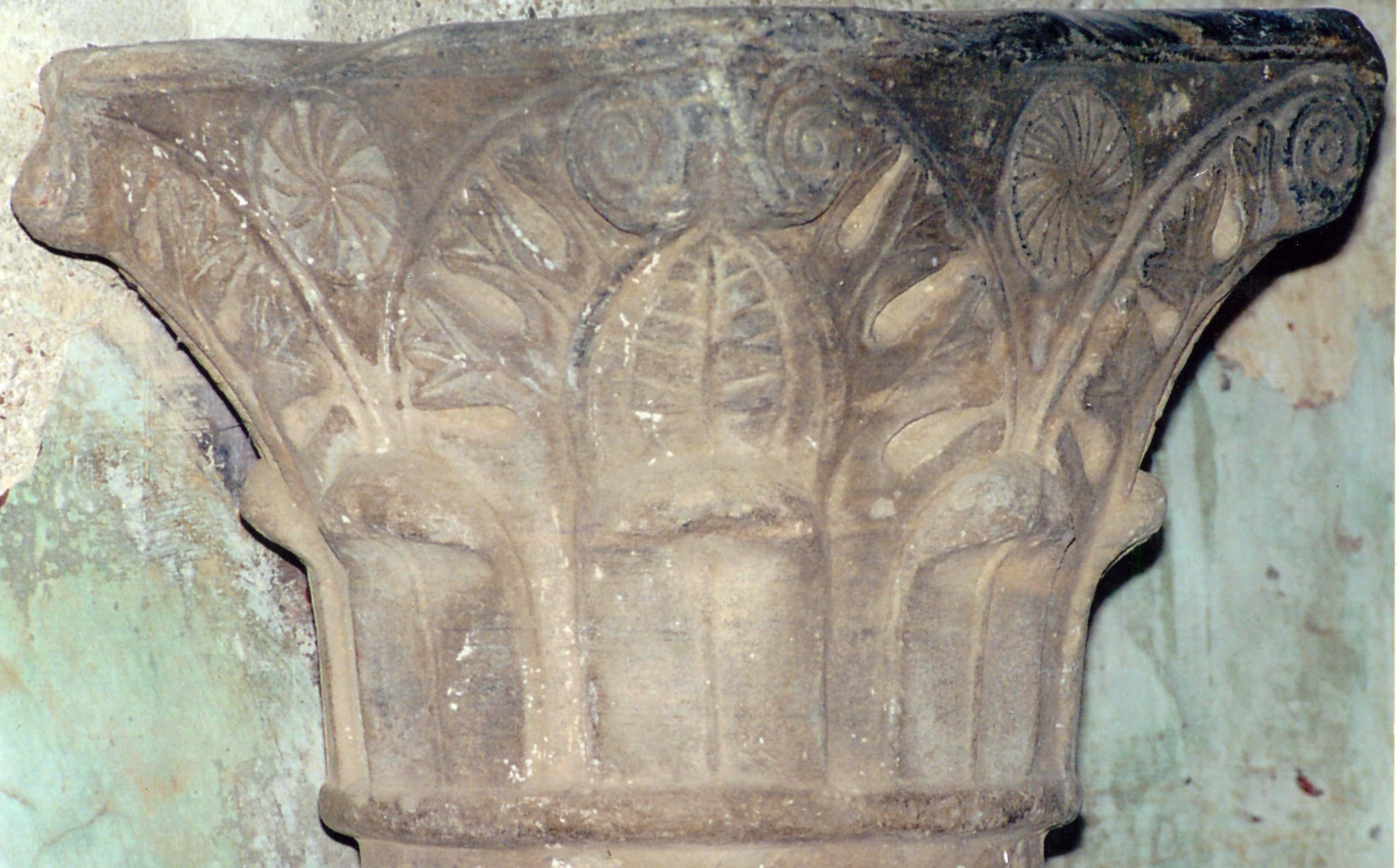
Capitel visigótico de Calvor

La zona donde más tarde estaría localizada Sarria y su comarca ya estaba habitada en épocas anteriores. De aquella época quedan numerosos restos arqueológicos como pueden ser Insculturas (o grabados en las rocas) en las parroquias de Maside y Barbadelo, dólmenes en Santa Marta, Arxemil, Vilamaior y sobre todos los castros (poblados de origen prerromano por los Seurros que sobrevivieron en algunos casos hasta la Edad Media). Destacan los castros de San Cosme da Pena, Outeiro de Goián, As Paredes de Barbadelo, Santo Estevo de Maside, Calvor, Mundín, Teilonxe, Santa Icía en tierras de Froián, San Miguel de Vilapedre, Tremeado, Padriñán, Betote y Tosal.

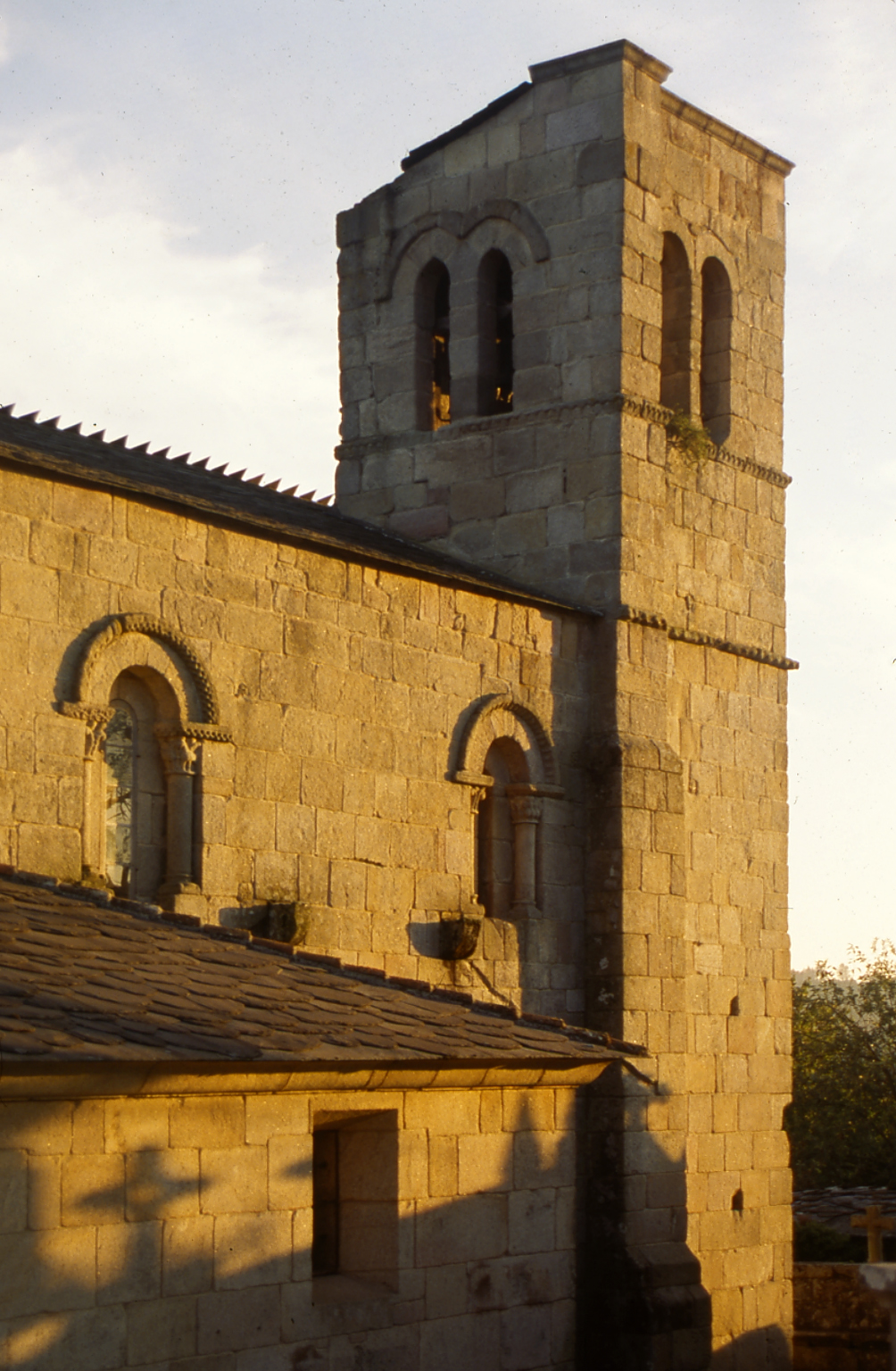
Iglesia románica de Barbadelo

La presencia romana en Sarria viene ligada a la hegemonía de la ciudad romana más cercana, Lucus Augusti que enlazaba a través de la villa sarriana con Castro Dactonio (Monforte de Lemos), excavaciones arqueológicas revelaron la presencia de dos villas romanas localizadas en Vilar de Sarria y en San Antolín. También se halló una estela funeraria procedente de Vilar de Sarria que ahora está expuesta en el Museo de Pontevedra.
En el periodo suevo se localizó el condado sarriense en la zona que va desde el Neira hasta el Sil, abarcando tierras de O Cebreiro, Valcarce y Caurel. El resto de la comarca sarriana pertenecía al condado paramense.
La conquista musulmana fue escasa y no dejó apenas rastros arquitectónicos ni topónimos locales. Lo único señalable de esta época fue que hubo una repoblación de la comarca de Sarria a la que no fue ajena el monasterio de Samos.

### Edad Media
La fundación del monasterio de San Esteban de Calvor in villa histórica está datada en el año 785. En el primer período medieval hay que destacar que se consolida el Condado de Sarria, en el que sus tenientes llevaban ya a partir del siglo X el nombre de Comes in Sarria o Comes in Elarín, ya que en Larín (Láncara) estaba la villa real donde residían los merinos y jueces reales que tenían jurisdicción entre Miño y Sil, y en algunos casos "hasta la orilla del mar".
Además del condado sámense, normalmente vinculado al condado de Lemos y a la familia real, hubo otras tenencias en Louseiro y Froián, así como una mandatio en Barbadelo, junto con posesiones ligadas a los reyes en Louseiro y San Cosmede.
De este tiempo queda la referencia a diferentes monasterios, generalmente de tipo familiar, que acabaron bajo la tutela del monasterio de Samos: San Mateo de Vilapedrem San Antonio de Sarria, Santa María de Corvelle, San Esteban de Calvor, San Pelayo de Cesar, San Pelayo y San Miguel de Piñeira, San Salvador de Rosende, Santiago y San Martín de Barbadelo, Santiago de Mortoláns en Froián, San
Salvador de Barxa, San Adrián de Monte Páramo..., que dieron lugar a una intensa colonización de las tierras y a la renovación de las técnicas de cultivo.
El Camino de Santiago es el motor del que surgen hospitales, ermitas, puentes, mesones. Atrayendo a instituciones asistenciales (los magdalenos en Sarria, los templarios en San Esteban de Barbadelo...).
A finales del siglo XII se funda Vilanova de Sarria, de mano del rey Alfonso IX asignándole el fuero que iba a regirse como villa real. El rey moriría en la misma villa el día 24 de septiembre de 1230.
En el año 1280 ya estará completado la estructura de la villa (Camiño francés, Rúa de Queiroga y Rúa do Pombal), y cuenta con dos iglesias (San Salvador y Santa Marina), un monasterio (A Malena) y dos ermitas (Santiago do Mercado y Santa María de Barbadelo).
La villa se convierte en feudo cuando el rey Pedro I le concede a don Fernando de Castro las Pobras de Sarria, San Xulián Outeiro de Reí en 1360. En el año 1366 se vinculará con el Condado de Lemos pasando a tener carácter hereditario.
La influencia del condado crece al tener jurisdicción sobre las cinco Pobras (A Pobra de Sarria, San Xulián da Pobra, A Pobra de Adai, Santo Estevo da Pobra de Neira de Susao y Pobra de Triacastela). Para gobernarlas se crea en sarria un «merino mayor» y «merinos subalternos» en cada una de las dichas pueblas.
La fortaleza política de Sarria tenía correspondencia en la multitud de fortalezas (fortaleza de Sarria) y castillos documentados (castillo de Loureiro de Froián, castillo de Louseiro, castillo dos Infantes, castillo de Meixente y torre de Domiz) desde las cuales señoreaban familias hidalgas, dueñas de pequeñas jurisdicciones.
La Revolta Irmandiña va a tener incidencia en estas tierras, tanto por lo que se refiere al primer momento de triunfo del campesinado (la fortaleza de sarria es derribada) como en la represión que vino con la victoria de los nobles. (Reconstrucción de castillos y fortalezas)

### Edad Moderna
En el año 1543 don Fernando de Castro es nombrado marqués de Sarria por los Reyes Católicos.

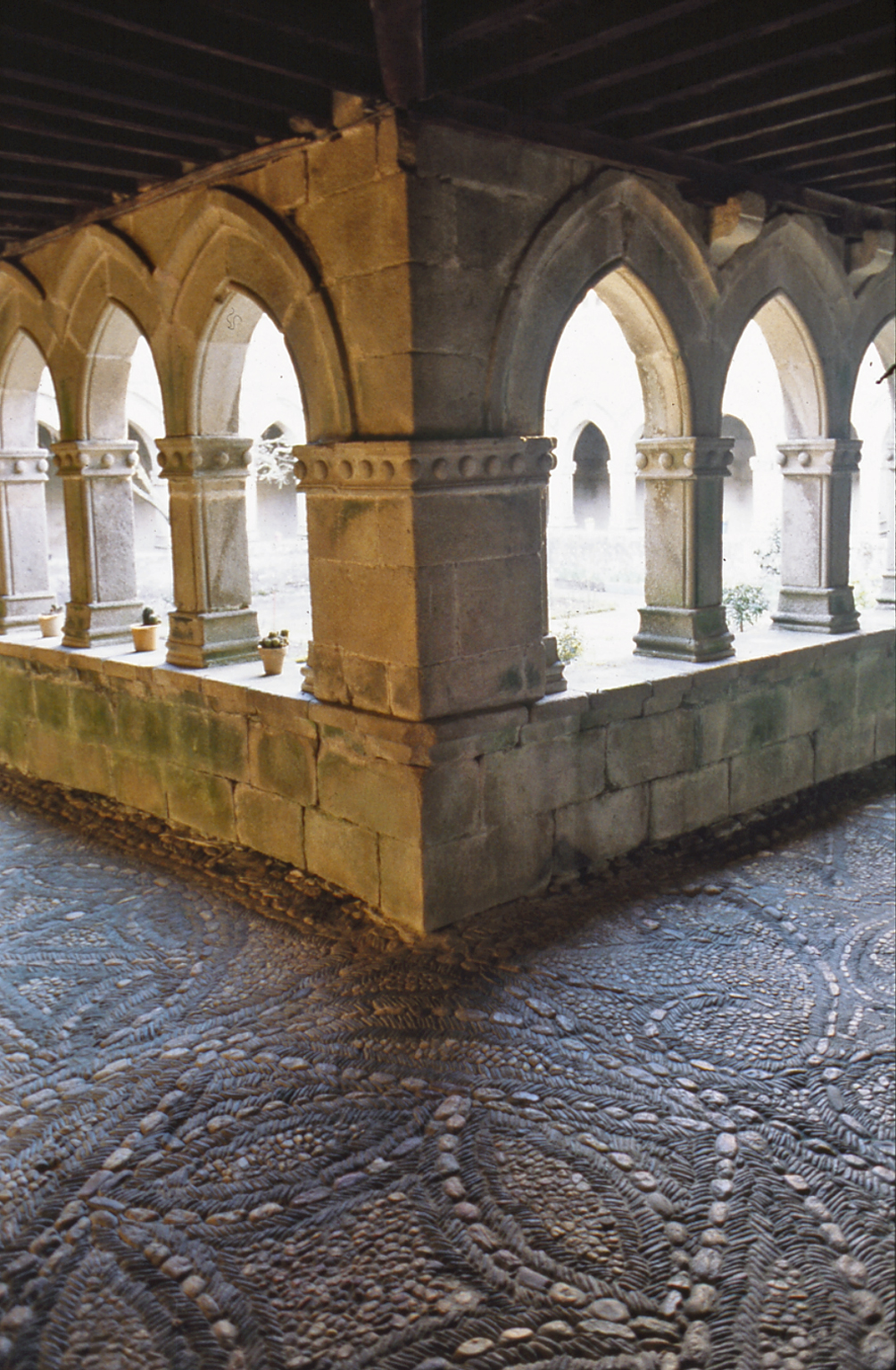
Claustro del monasterio de La Magdalena

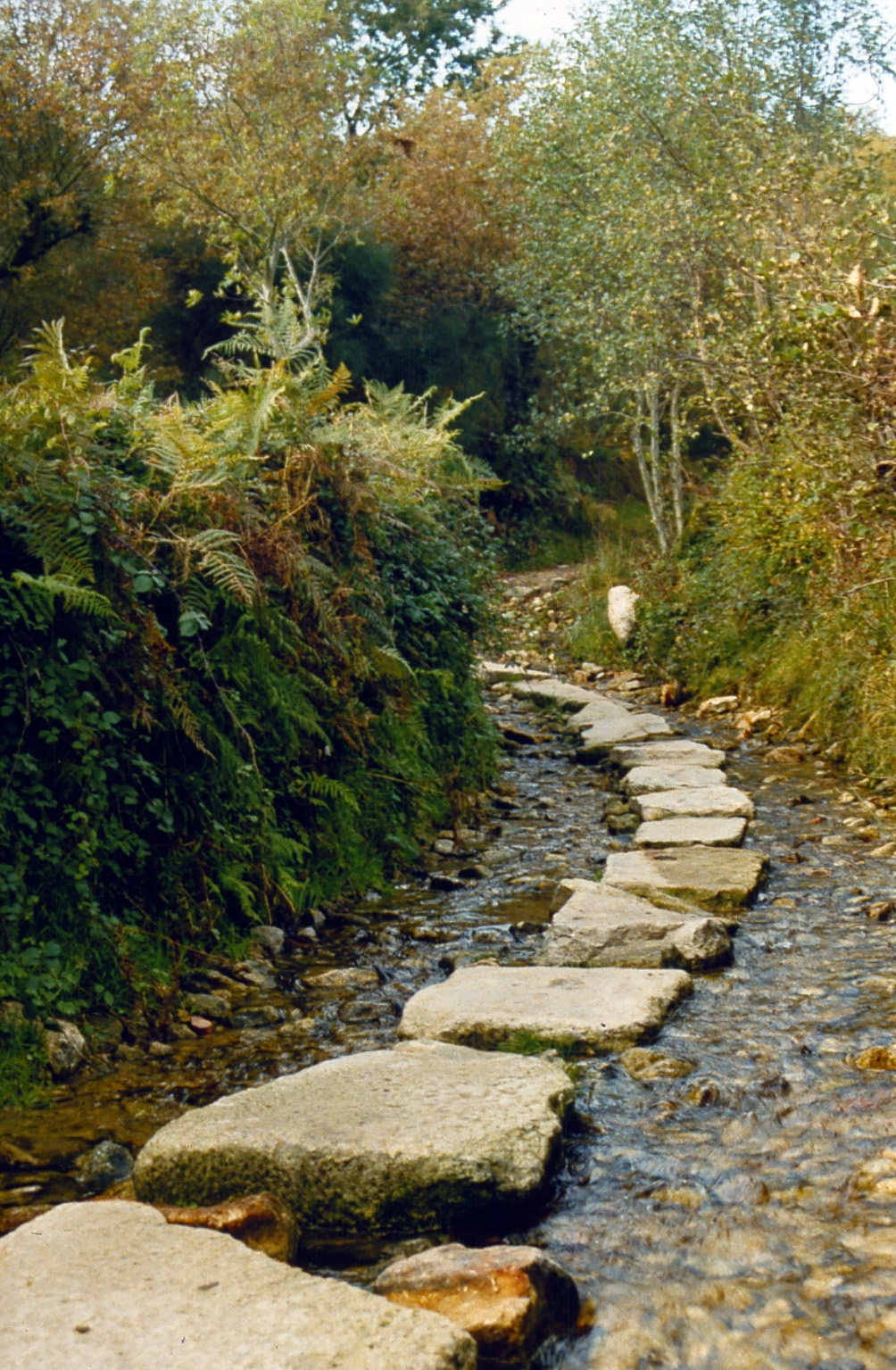
El Camino de Santiago en Peruscallo

Don Dionís de Castro funda a finales del siglo XVI el hospital de Santo Antón, para la atención de peregrinos que volvían de Santiago, y en 1568 el monasterio de la Magdalena se integra en la Orden Agustina, extinguiéndose así la Orden de los Bienaventurados Mártires de Cristo (magdalenos) que lo había gobernado en los tres siglos anteriores.
El descenso de las peregrinaciones a Compostela trajo un largo periodo de decadencia para la villa. En el siglo XVIII, contaba solo con setenta casas en la villa y unos pocos comercios (taberna, obrador de velas de sebo, una carnicería y una alabacería). La suma de todas las parroquias no reunía más de 350 personas.
En 1794 se crea la «Escuela de Primeras Letras» con cargo a las rentas del Hospital de San Antón. Se amplia la jurisdicción de Sarria, abarcando los Partidos de Andaduría, A Veiga, Ferreiros, Sobre da Riba, Froían y Lobataira.

### Edad Contemporánea
En el siglo XIX durante la invasión francesa hay un saqueo de iglesias. También exigen grano y dinero.
La creación del Concello Constitucional y el Partido, Judicial de Sarria en 1820 suponen una gran modificación régimen administrativo. En 1840 se forma de modo definitivo el Concello compuesto por 51 parroquias, que provenían de las antiguas jurisdicciones del
Marquesado de Sarria, Cástelo dos Infantes, Vilapedre, Goián, Vilar, Torre de Domiz, A Pinza y otras procedentes de Samos.

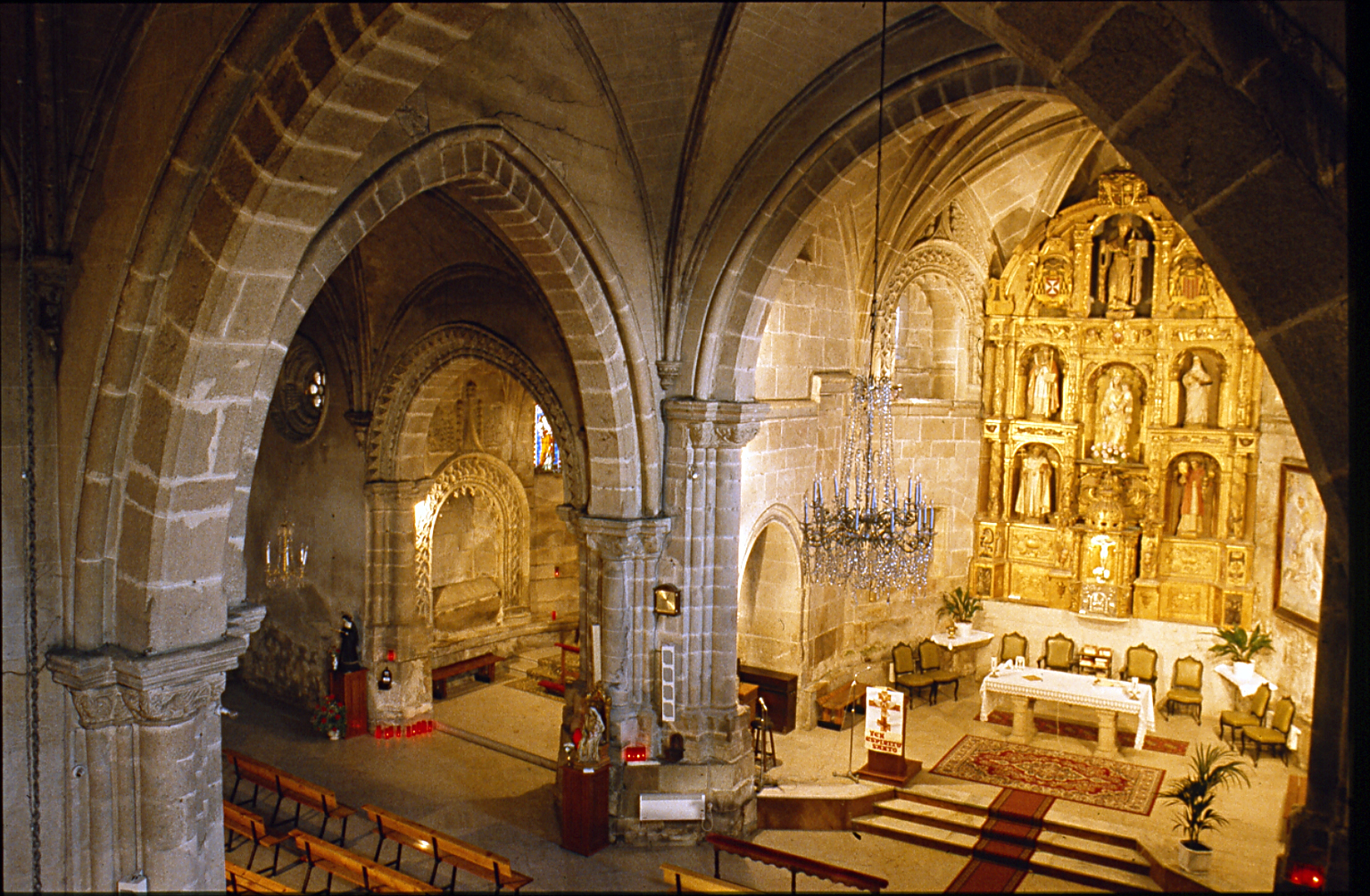
Iglesia del monasterio de La Magdalena

La Desamortización traerá como consecuencia la desaparición de la vida comunitaria en el monasterio de La Magdalena la subasta de rentas y tierras de los monasterios, mayoritariamente adquiridas por la burguesía emergente.
Las guerras carlistas van a tener en Sarria cierta importancia, ya que esta zona fue una de las que tuvo presencia de partidas', en especial la del llamado «Souto de Remesar».
La apertura de la carretera de Lugo a Valdeorras (hacia 1850) y del ferrocarril (1880) suponen un gran impulso para el desarrollo de la comarca, potenciando el comercio y la salida de los productos naturales. La villa se expande por la vega y nacen nuevos barrios (San Lázaro, A Estación, As Casetas..,) En los que se asientan preferentemente gentes foráneas que establecen almacenes y pequeñas industrias.

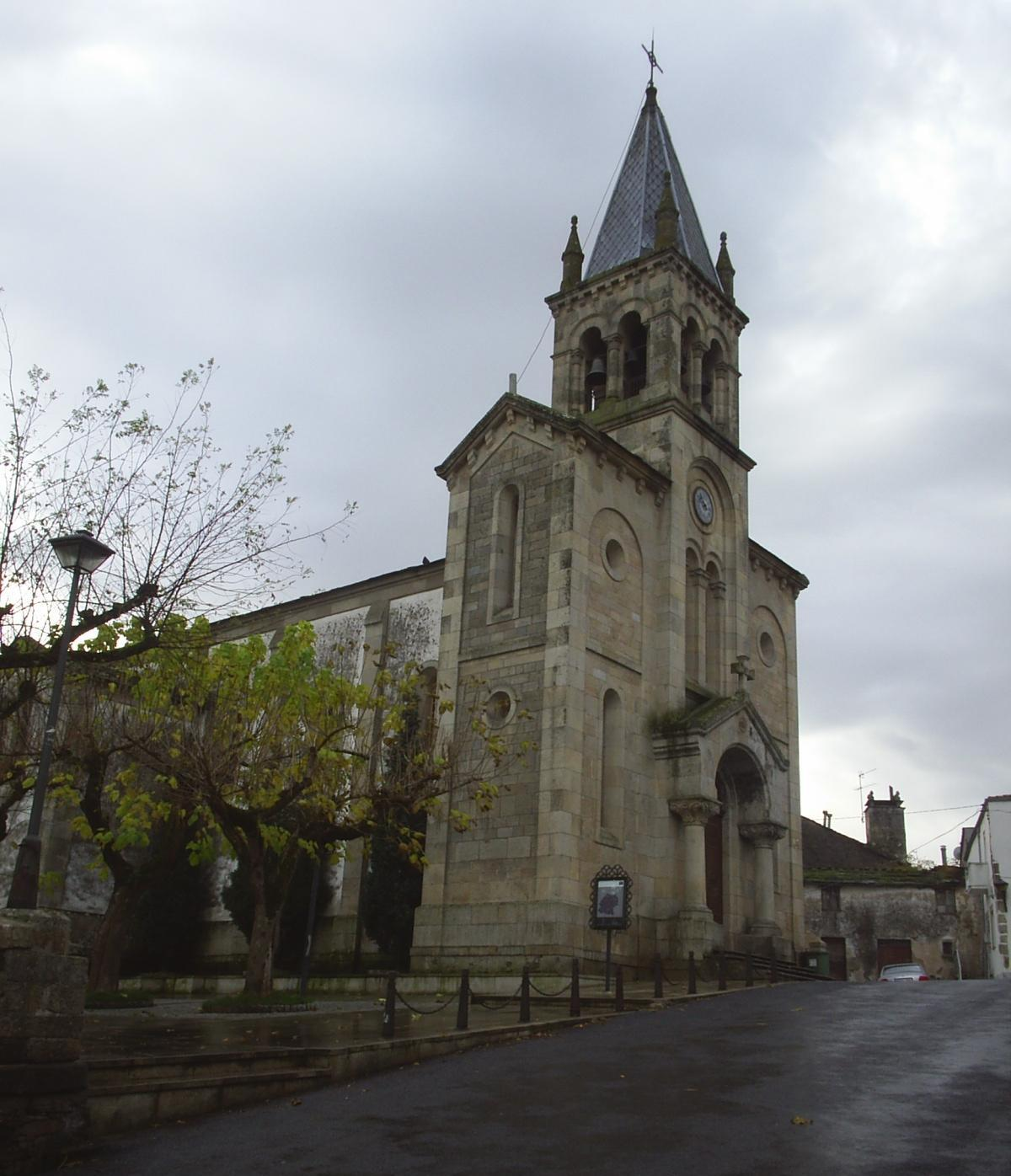
Campanario de la iglesia de Santa Marina

En 1885 se inaugura la nueva iglesia de Santa Maríña. En 1896 se instalan en Sarria los Padres Mercedarios se inauguran las Escuelas Públicas, donación del filántropo sarriano don Matías López. Su viuda, Marquesa de Casa López, crea el hospital municipal, en Campo de Outeiro, inaugurado en 1909.
La actividad comercial e industrial de la villa van aumento y a principios del siglo XX ya alcanzaba una población de 1500 habitantes.
Se abren nuevas calles y la actividad exportadora (ganado, cereales, castañas, patatas, jamones y chorizos) hará que la riqueza vaya en aumento. En 1916 llega la electricidad y poco más tarde la traída de aguas.

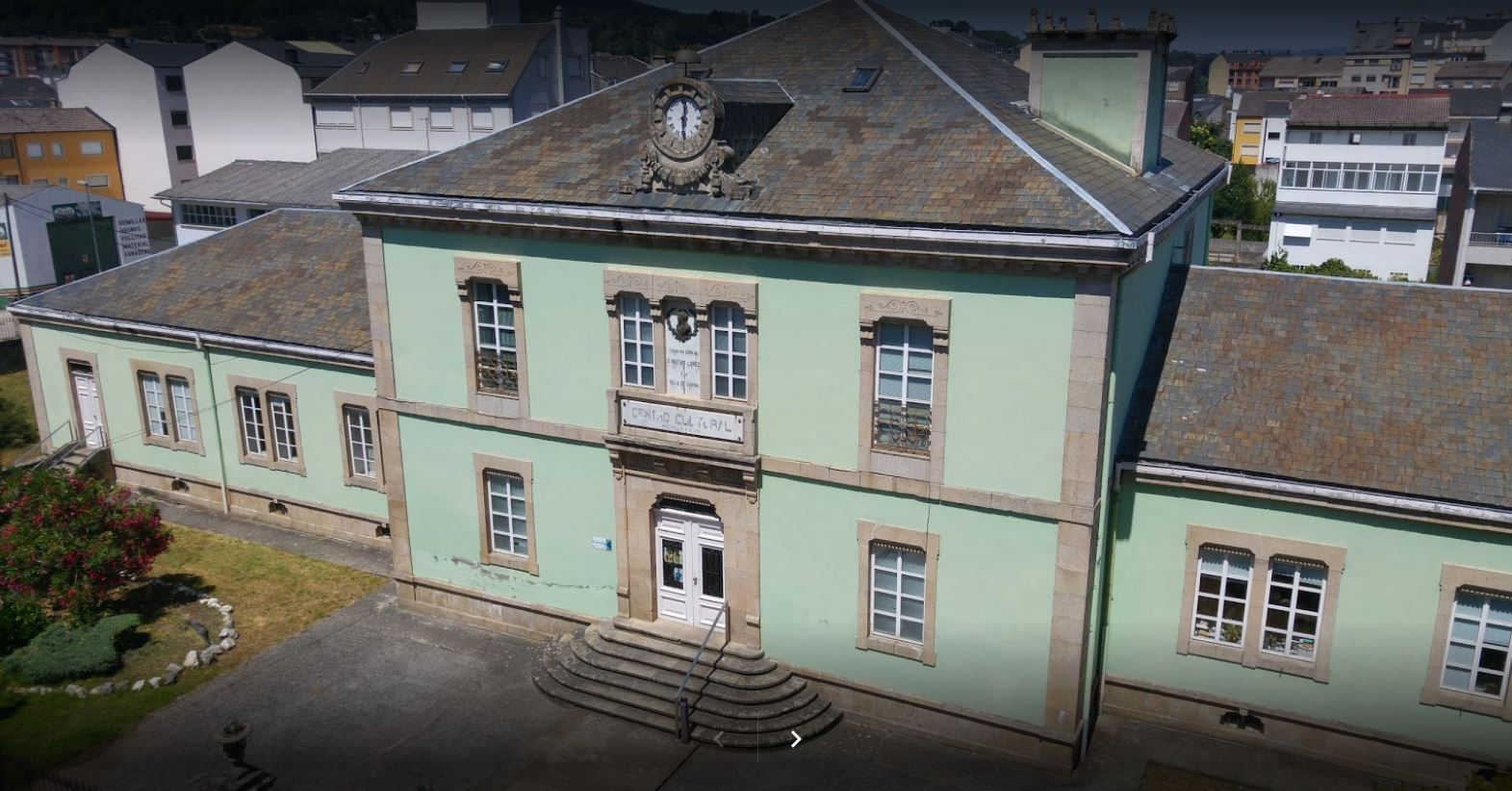
Casa de la cultura (antiguas escuelas públicas)

Los períodos de la Dictadura y la Segunda República traen aumento del número de carreteras y escuelas y la urbanización de las principales calles de la villa.
La factoría de cementos de O Oural (parroquia de Chorente) señala a partir de los años 1960 el comienzo de un proceso de industrialización apoyado en la construcción y en la industria del mueble, que junto con el regreso de emigrados en América y Europa, señalaban el despegue económico, con un proceso parejo de modernización del sector agrícola-ganadero.
La puesta en funcionamiento de nuevos centros de enseñanza (colegios públicos en Sarria y Oural, colegio de la Asunción, colegio de La Merced, institutos de bachillerato y FP conocido como IES Gregorio Fernández), así como las dotaciones de residencia de ancianos y centro de disminuidos psíquicos, junto con un equipamiento deportivo y de ocio, harán que la villa de Sarria se convierta en un núcleo que irradia su influencia sobre una amplia y rica comarca, constituyendo un centro de servicios dinámico y con oferta muy diversificada.
Hoy, Sarria es el punto donde más peregrinos comienzan el Camino de Santiago ya que se encuentra a 111 km de Compostela y el mínimo para obtener la Compostela al llegar a Santiago son 100 km caminando o a caballo. Aquí llegan en tren directamente desde Madrid, Barcelona o desde el País Vasco muchos de los que no quieren hacer más de los 111 km, o en autobús desde toda España tras trasbordo de 30 km desde Lugo o tras llegar en avión a Santiago (1:30 h a Sarria) o Coruña (1 h) alcanzan la villa de Sarria y sólo han de buscar la Escalinata Mayor para comenzar su peregrinaje.
Tras Sarria los puntos donde más peregrinos comienzan son Roncesvalles, Astorga, San Juan Pie de Puerto y El Cebrero. Pero para llegar a Sarria desde la A-6 desde Piedrafita del Cebrero (49 km) o desde la salida de Castroverde, pero nunca desde Becerreá ya que la carretera entre ambas villas es muy mala, al menos en 2007.

## Geografía humana

### Organización territorial
El municipio está formado por la villa de su nombre, y trescientas diecinueve entidades de población distribuidas en cuarenta y nueve parroquias:
2
- Albán (Santa María)
- Argemil[5](Santa Eulalia)[4]
- Barbadelo (Santiago)
- Belante (Santa María)
- Betote (San Vicente)[2][6]
- Calvor (San Estebo)[2][7]
- Camino[5]
- Castillo de los Infantes[5]
- Cesar (San Salvador)
- Chanca[5] (San Mamede)[2]
- Chorente (San Xulián)
- Corvelle (Santa María)
- Fafián (San Xoán)
- Farbán (Santiago)
- Ferreiros (San Saturnino)[2][8]
- Fontao (San Martiño)
- Frades (San Xulián)
- Froyán (San Pedro)[5]
- Goyán[5]
- Lier (Santa María)
- Loseiro[5]
- Loureiro (San Martiño)
- Lousadela (San Estebo)[2][9]
- Masid[5]
- Mato (El Salvador)[5]
- Meigente[5]
- Nespereira (Santiago)
- Ortoá (Santa María)
- Paradela[5] (San Andrés)[2][6][10]
- Pena (San Salvador)[2][5][11]
- Pinza[5] (San Salvador)[2][12]
- Piñeira (San Miguel)
- Reimóndez[5] (San Fiz)[2][13][14]
- Requeixo (San Martiño)
- Rubín (Santa Mariña)
- San Antolín[5] (Santa Eufemia)[2][13][15]
- San Esteban de Mato[5]
- San Julián de Vega[5]
- San Miguel de Villapedre[16]
- San Saturnino de Froyán[5]
- San Vicente de Froyán[17][5][13]
- Santa María de Pena[2][5][11]
- Seteventos (San Pedro)
- Vega (Santiago)[5]
- Villamayor[5]
- Villapedre (San Félix)[5]
- Villar[16]
- Villar de Sarria[16]
- Viville[5]

### Demografía
Cuenta con una población de 13 459 habitantes (INE 2024).
| Gráfica de evolución demográfica de Sarria entre 1842 y 2021                                                          |
| |
| Población de derecho según los censos de población del INE. Población de hecho según los censos de población del INE. |

Sarria es una villa que cuenta con aproximadamente 9000 habitantes dentro del casco urbano, con un total de unos 13 524 habitantes en todo el municipio. Es capital de la comarca, de 26 000 habitantes, la cual recibe su mismo nombre. Esta domina 6 ayuntamientos limítrofes más denominados Incio, Láncara, Paradela, Páramo, Samos, Triacastela y la misma Sarria.

### Comunicaciones

#### Carreteras
La principal vía de acceso a Sarria es la autovía AG-22, actualmente en servicio hasta Puebla de San Julián y en proyecto hasta Lugo (donde enlazará con la autovía A-6), como desdoblamiento de la vía rápida CG-2.2, que también une Sarria con Monforte de Lemos hacia el sur. Haciendo el mismo recorrido se encuentra la antigua carretera LU-546, que pasa por el centro de Sarria.
Hacia el oeste, la carretera LU-633 une Sarria con Puertomarín, y hacia el este, con Samos, Triacastela y Piedrafita, siguiendo el recorrido del Camino de Santiago Francés. Por su parte, la carretera LU-636 une Sarria con Becerreá.

#### Ferrocarril

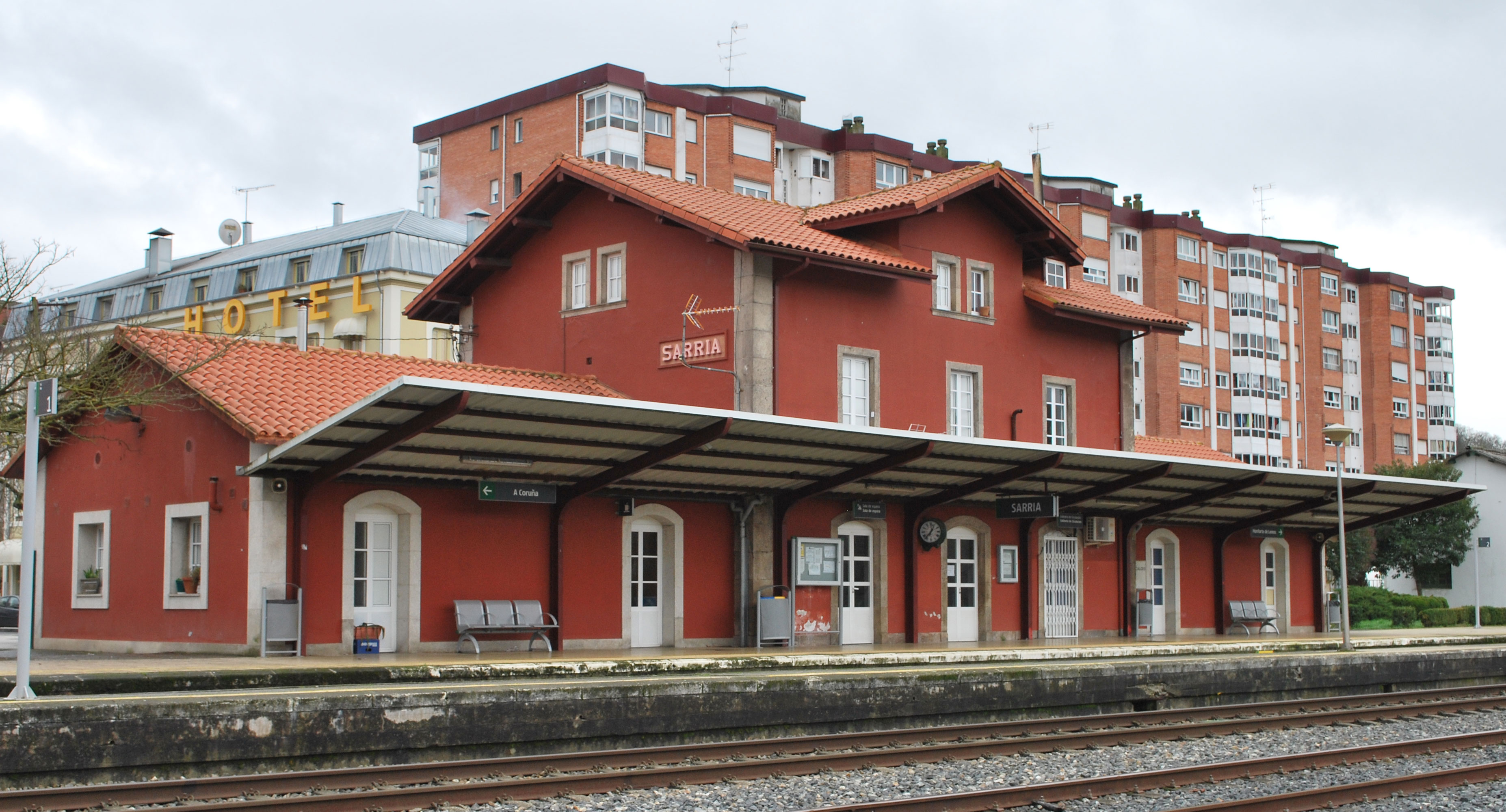
Estación de Sarria

La línea de ferrocarril que une León con La Coruña cruza el municipio de Sarria de sur a norte. En la villa de Sarria se encuentra la principal estación del municipio, con servicios diarios de larga distancia a Madrid y con trenes regionales a La Coruña, Lugo, Monforte de Lemos y Orense, algunos de ellos sirviendo de enlace al AVE a Madrid y al Alvia a Barcelona. 
Hay otros dos estaciones en el municipio, la de Pedrelo-Céltigos, apeadero con servicios regionales, y la de Oural, sin servicios de viajeros desde 1999.

#### Autobuses
Por último, el transporte público permite acceder a la villa vía autobús, principalmente desde la ciudad de Lugo, Santiago de Compostela y La Coruña.

## Geografía

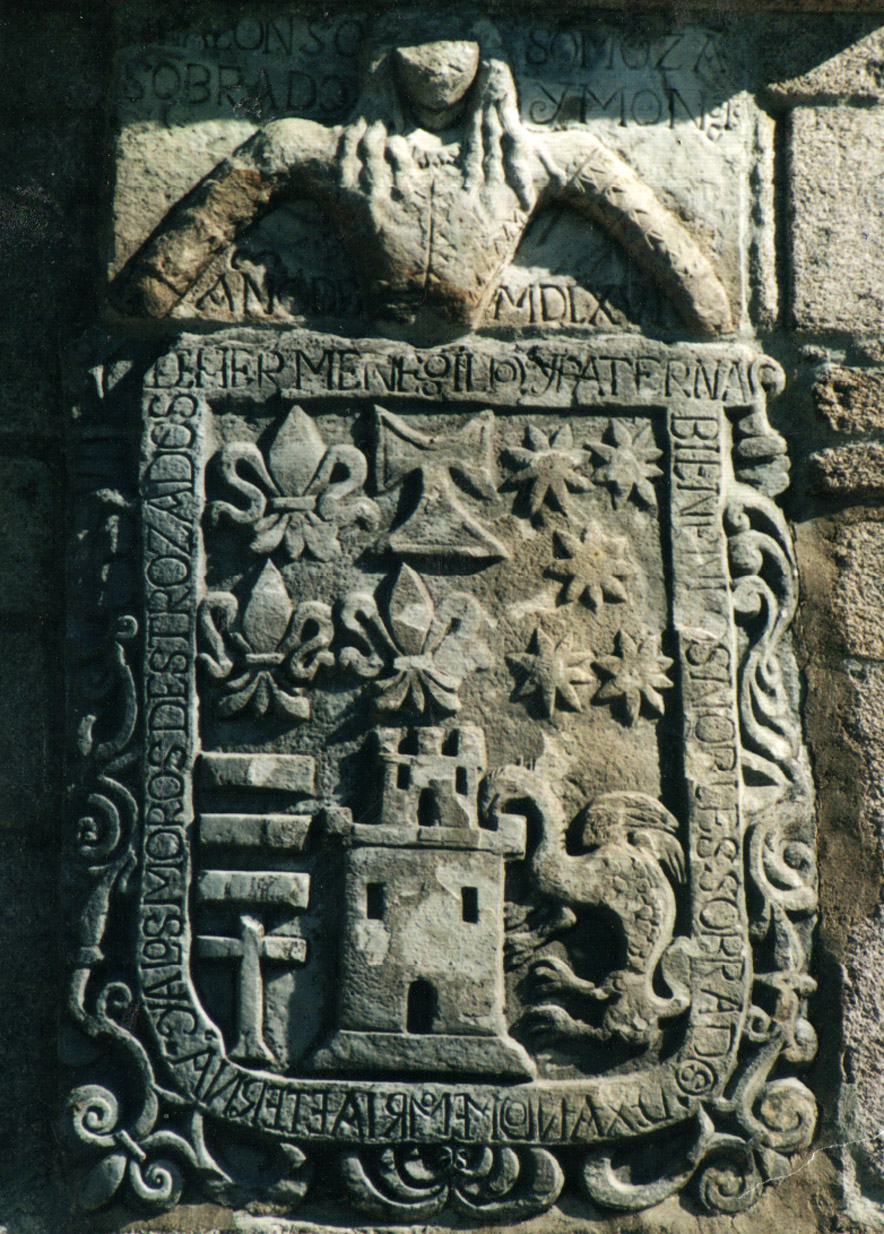
Escudo central del Pazo de Tumbiadoiro (Vilamaior) Sarria

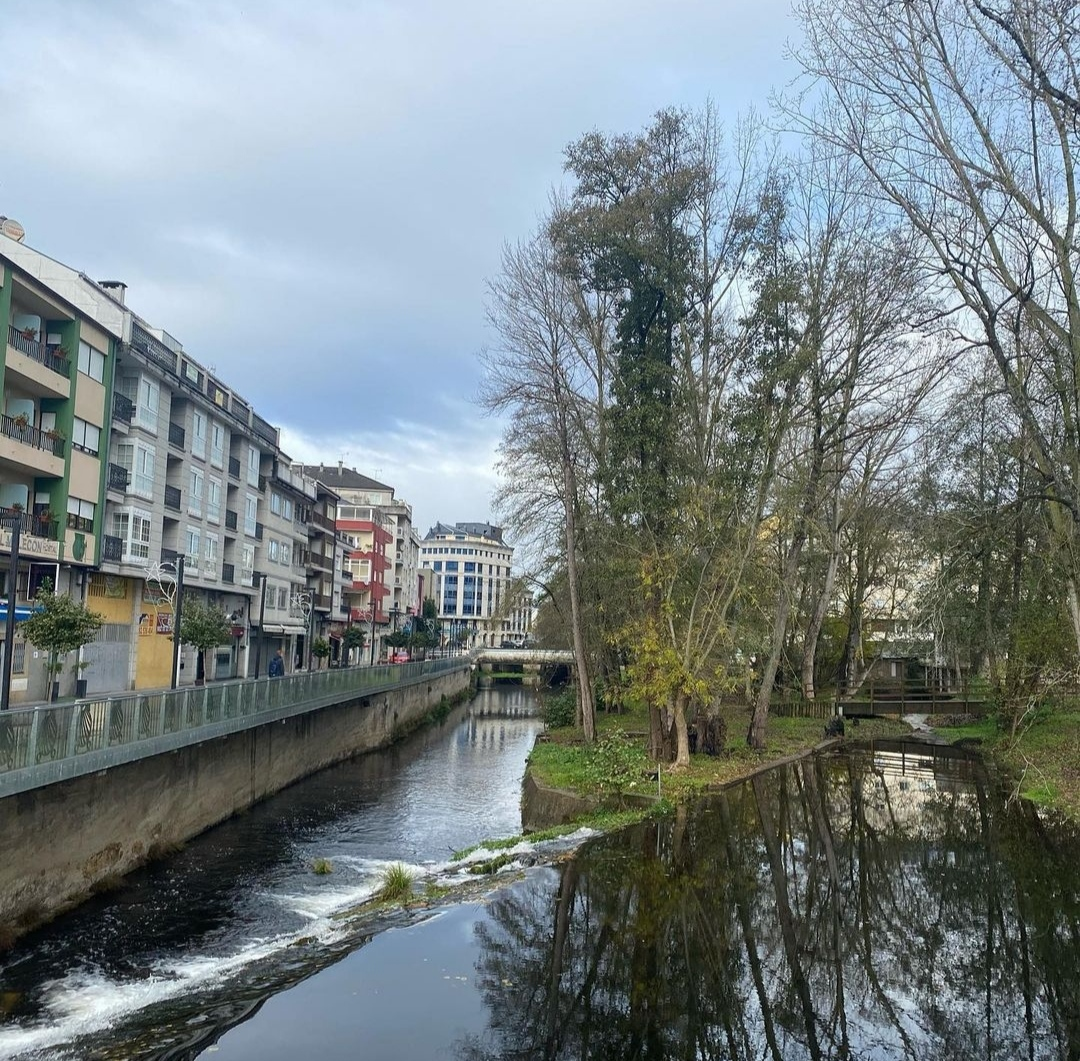
Malecón de Sarria

Se encuentra situado en la mitad sur de la provincia de Lugo. Limita al norte con los concellos de Láncara y Páramo, al sur con el concello del Incio y al oeste con Paradela. En el territorio ocupado por el concello de Sarria se pueden distinguir tres áreas geográficas: una llanura situada en el centro y oeste, entre los 500 y 700 metros de altitud, una zona montañosa en el oeste, que llega a los 800 metros de altitud en el Monte Páramo o en el Monte de Santa Icla, y el valle o vega de Sarria, a 400 metros de altitud. Abundan los terrenos de labranza, especialmente los prados, y los bosques son reducidos, situándose a la vera de los ríos.
Varios ríos y riachuelos bañan el concello. El principal río, que da nombre a la capital del concello, es el río Sarria, que nace en las montañas de Triacastela. En él desembocan los ríos Celeiro y Ferreiros.

### Clima
Tiene un clima oceánico con influencia continental, como consecuencia de la lejanía del mar y su situación dentro de un valle. 
Los inviernos son fríos, con heladas frecuentes, y los veranos suaves, siendo los meses con temperaturas más bajas de noviembre a marzo, con una temperatura media de 6 °C; y los meses con temperaturas más altas julio y agosto, con una temperatura media de 18 °C. La oscilación térmica es de 13 °C.
Las precipitaciones, abundantes, oscilan entre los 933 mm y los 1457 mm; repartiéndose regularmente a lo largo de todo el año, y siendo menos frecuentes en los meses de verano.

## Monumentos y lugares de interés

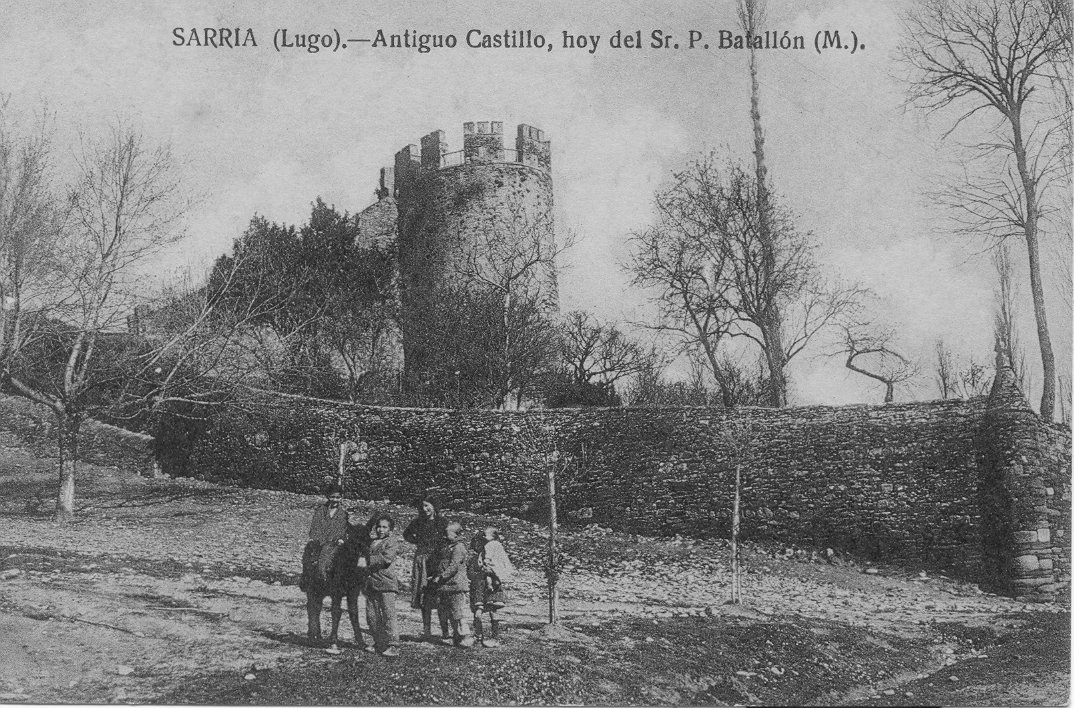
Único resto de la fortaleza sarriana, que formaba parte de la muralla exterior

- Fortaleza de Sarria, fortaleza medieval de la que solo se conserva una torre redondeada, de unos 14 metros y cubierta con una bóveda de cañón apuntado. El interior esta cubierto a siete metros de altura por una bóveda de directriz débilmente apuntada, y a su cima se llega por una moderna escalera.[20]
- Ponte da Áspera. Este puente lo atraviesa el Camino de Santiago y dirige a los peregrinos hacia su siguiente parada: Puertomarín. Conserva tres arcos de época medieval y está situado sonde el río Celeiro, fue construido con trozos de pizarra, excepto los arcos que son de sillería de granito.[22]

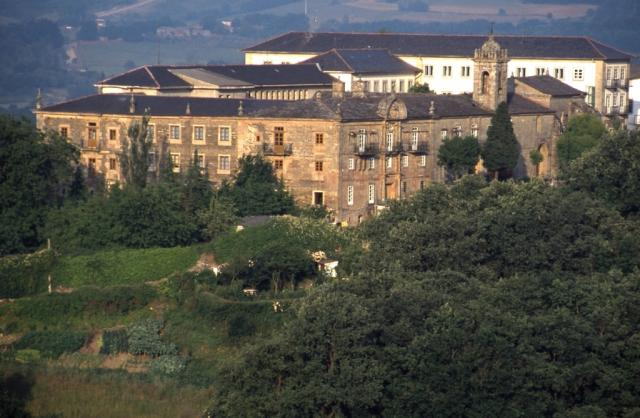
Monasterio de la Magdalena

- Monasterio de la MagdalenaMonasterio de La Magdalena, Regido hoy por la Orden de la Merced, tiene su origen en los primeros años del siglo XIII, y albergó una orden religiosa (Laudantes Deum, más adelante, Orden de la Penitencia de los Mártires de Cristo) que en 1568 se integró en la orden agustiniana. En Sarria, Arzúa y Ferreiros de Arzúa, sostenían hospitales para atención de los peregrinos “que iban a Compostela”.[23] Se trata de un edificio con restos románicos (siglo XIII), góticos (siglo XV-XVI) y barrocos (siglo XVIII), con una sugerente puerta (hoy tapiada) de Santa María Magdalena, y la no menos interesante puerta de los Carros, y bello enterramiento del gótico manuelino en la Capela do Santo Cristo y el no menos interesante de la Capela Maior (con estatua yacente del clérigo Guitián maestrescola de Ourense. El claustro gótico y la puerta románica que en él se conserva, junto con la escalera principal, completan la visión del más representativo de los monumentos sarrianos. En dos salas del convento se han recogido diversas obras de arte y objetos sacros que complementan la visita. En el exterior e interior de la edificación existe un conjunto de escudos, pertenecientes a las familias nobles e hidalgas de la zona, que tomaron monasterio y hospital bajo su protección.[20]

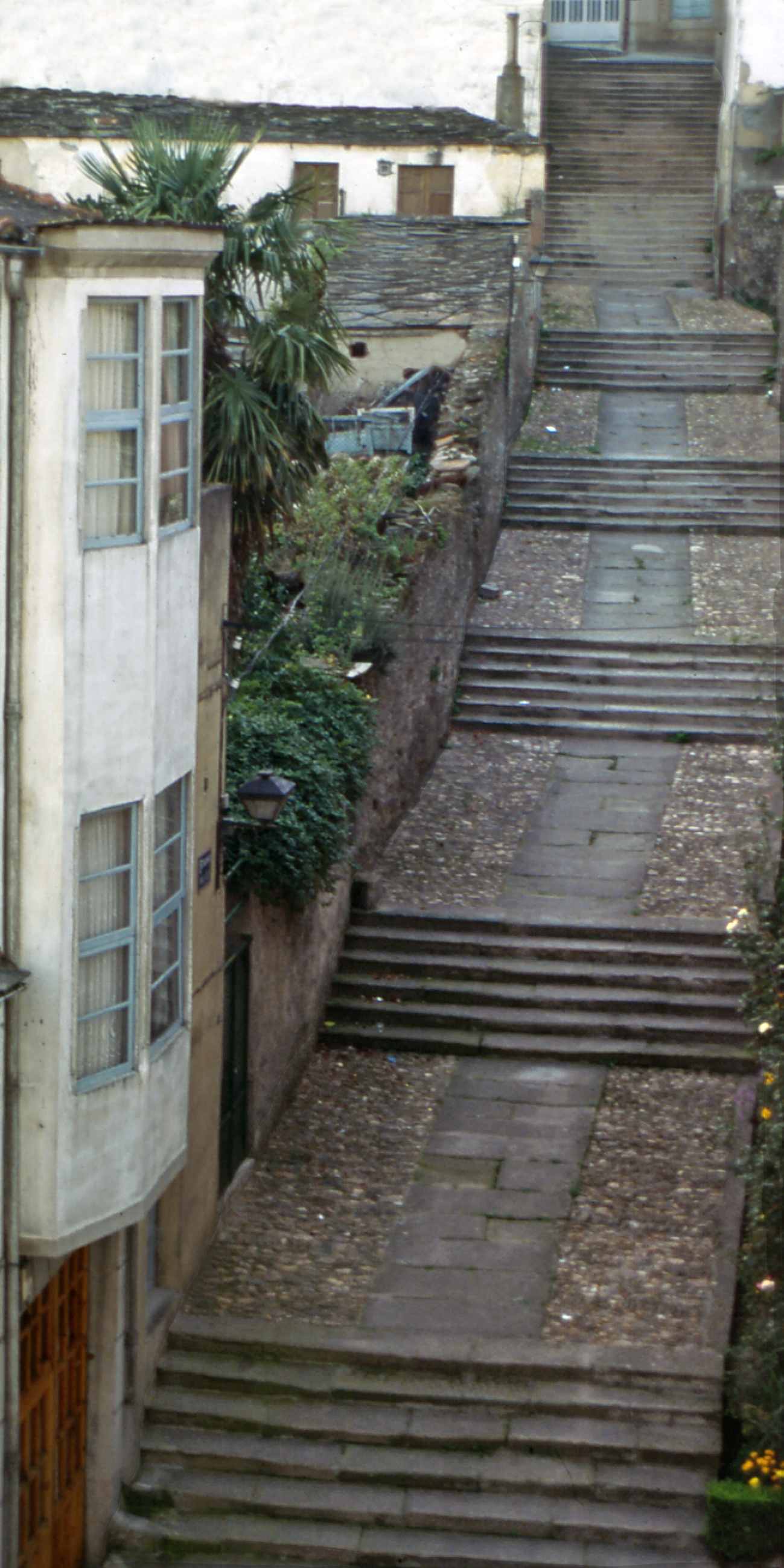
Escalinata mayor de Sarria (escalera de la fuente)

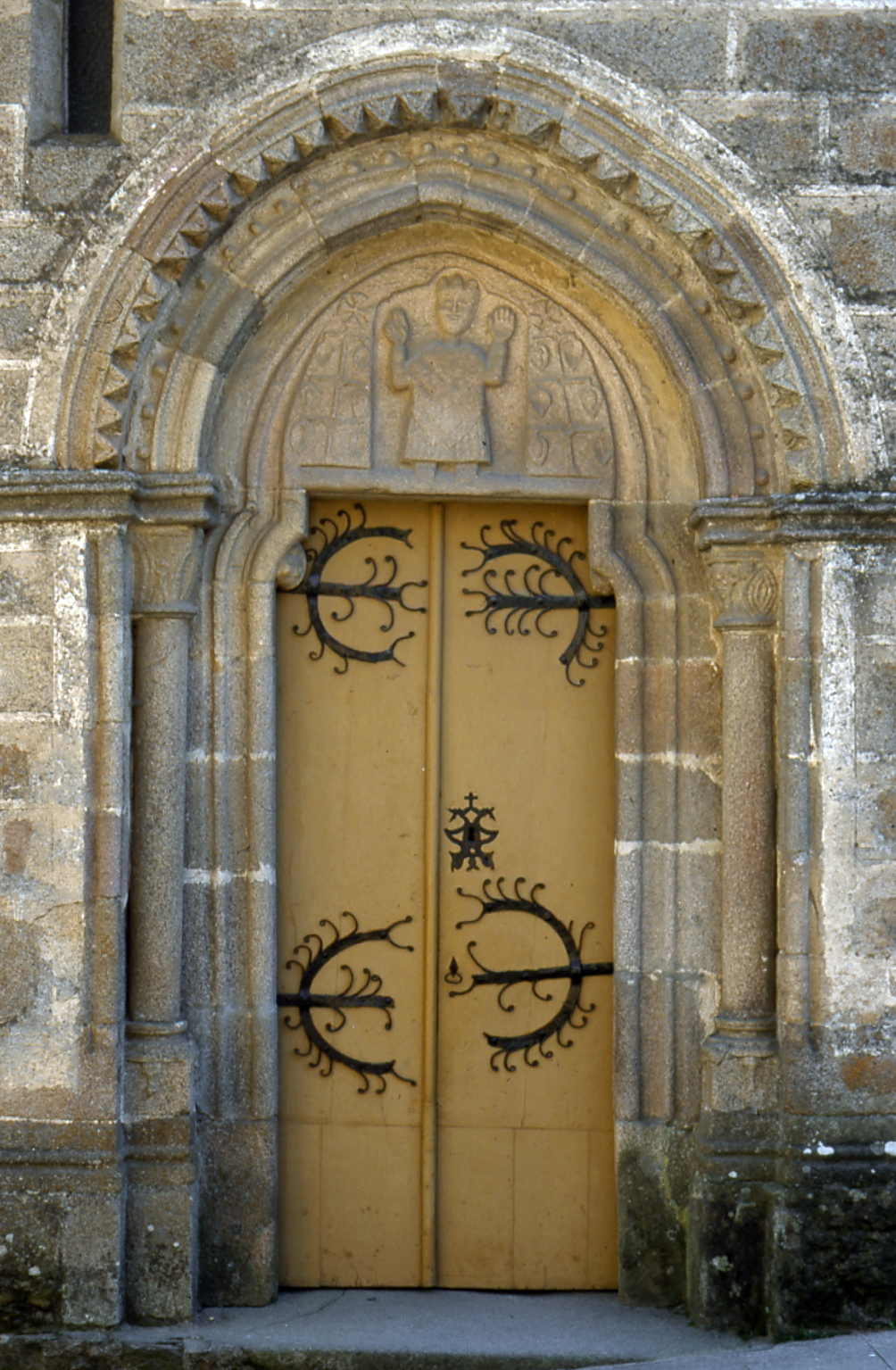
Iglesia de San Salvador

- Iglesia de San Salvador. Es obra del siglo XIII, de una sola nave rectangular, con techumbre de madera y ábside semicircular. Encuadrada en el gótico primitivo, presenta en la fachada norte un Pantocrátor de traza arcaizante. La espadaña es de 1860 y la ejecutó el constructor sarriano Francisco Castiñeira. Contiene algún elemento románico, arcos y puertas góticas. El ábside es de traza románica de transición, con tramo rectangular y cabecera semicircular, con bóveda de cañón y cuarto de esfera, respectivamente. En el frontis tiene puerta gótica, y en el muro norte se abre una puerta de transición con elementos arcaizantes. Ésta tiene arco ligeramente apuntado, formado por arquivolta de baquetilla, capiteles con hojas y bastones y una cabeza humana. En el tímpano se ve, para unos la figura de Cristo Majestad, y para otros autores la de Melquisedec, y aún la del rey David, en actitud de bendecir, con ingenuos rasgos, en medio de árboles esquematizados, rematados por una cruz griega (cruces inscritas en círculos) ; los canecillos de la parte norte representan cabezas humanas, rollos, rosetas, puntas de clavo. Hay en esa fachada numerosos signos lapidarios. Son notables los herrajes ornamentales, también de época medieval, existentes en la puerta norte.[24]

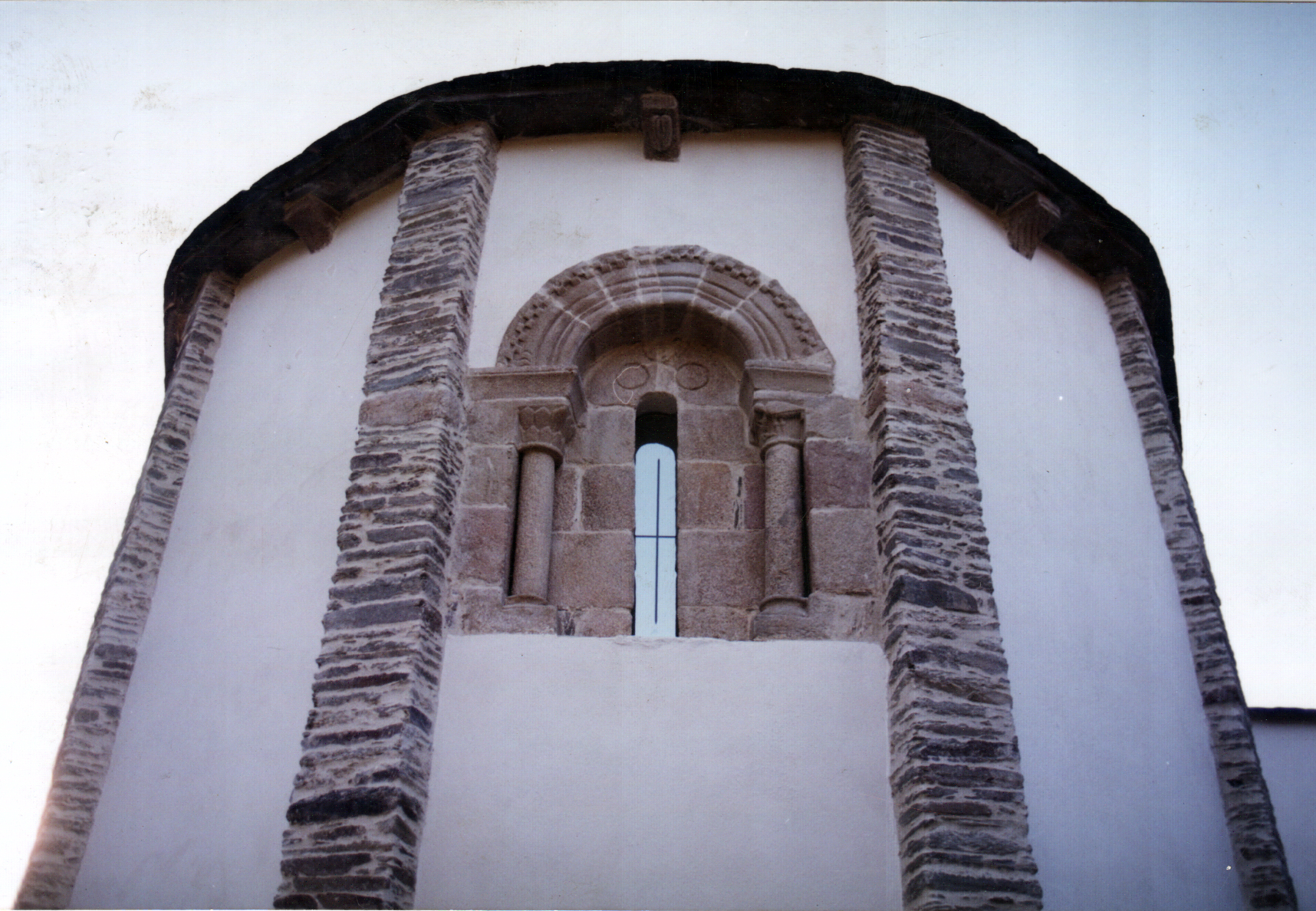
Iglesia románica de San Fiz de Reimóndez

- Prisión preventiva. En la Rúa da Mercé está el que fue edificio carcelario entre 1930 y 1950, dedicado ahora a actividades culturales, entre las que destaca la exposición de obras del Salón de Otoño de París que se celebra cada segundo año.[24]
- Antiguo hospital de San Antón. Fue fundación del clérigo don Dionís de Castro y Portugal, (hijo bastardo del Marqués de Sarria) de la Casa de Lemos, en 1589 (Siglo XVI). Su maestro de obras fue Juan de Seara. Se trata de un sencillo y amplio caserón de 22x16 metros. En el siglo XVIII, a los peregrinos que regresaban de Santiago con la Compostelana se les daba alojamiento y ocho maravedís. Si estaban enfermos, se les daba veinticuatro. Estuvo abierto hasta 1845, y luego fue Ayuntamiento, Escuela, Cárcel y actualmente alberga los Juzgados.[20]

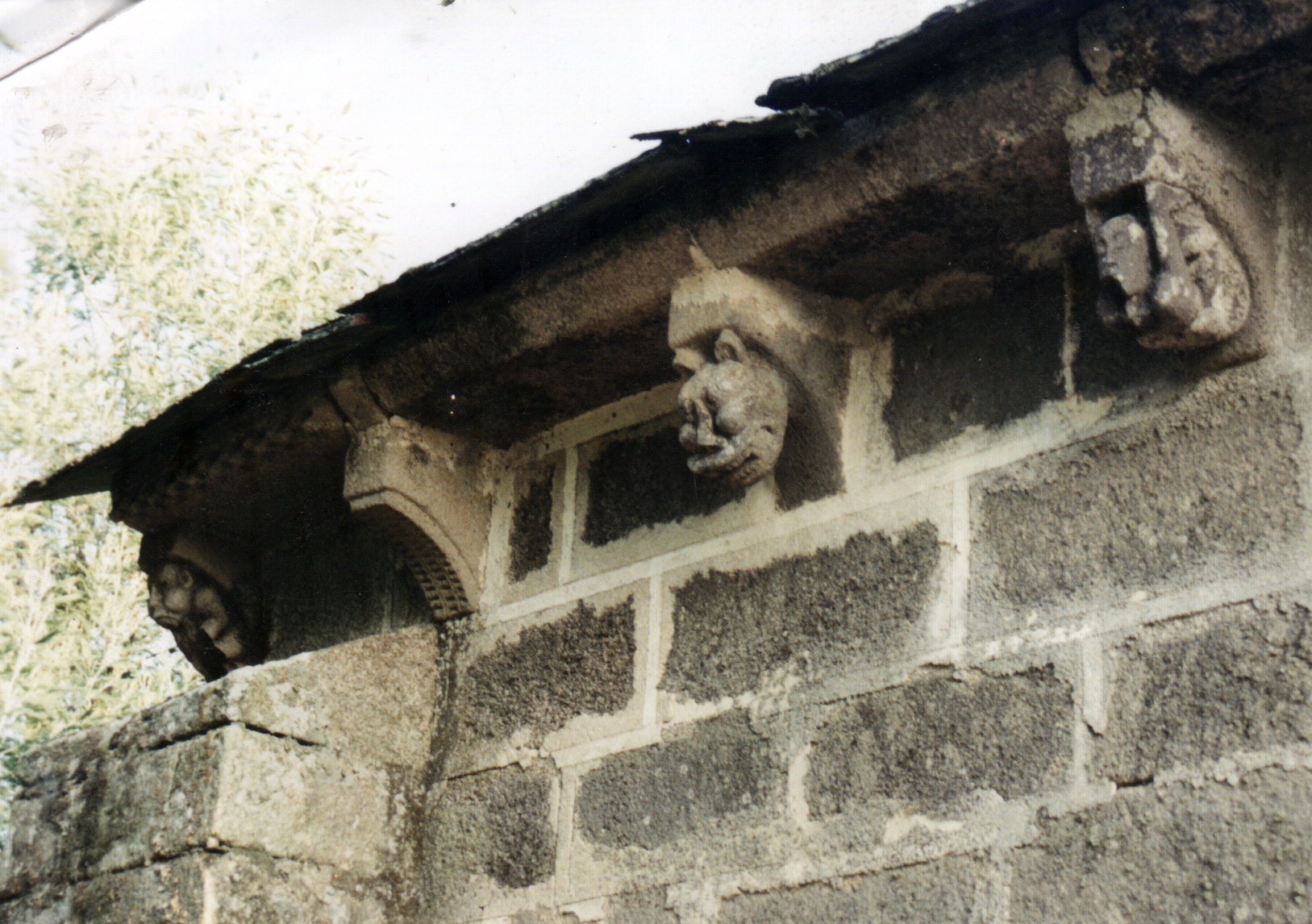
Canecillos de San Esteban de Lousadela

- Canecillos de San Esteban de LousadelaIglesia de Santa Mariña. Construida en 1885 sobre una antigua iglesia románica del siglo XII de la que únicamente se conserva un dibujo de la portada y un capital. Se construyó por obra de Juan María López de Almance, siendo proyectada por el arquitecto santiagués Faustino Domínguez Coumes. La torre, rematada en alta aguja piramidal, alberga el reloj público. En el interior destacan las imágenes de Santa Mariña y San Xoàn (patronos de la villa), obra de Isidoro Brocos, el Cristo Crucificado, de la autoría de agariño, el sepulcro de don Juan María López, las vidrieras de San Matías y San Andrés, donadas por don Matías López y las deterioradas pinturas de los cuatro evangelistas. En el adro sur se ve un crucero de la escuela compostelana, y en el muro hay una pintura mural de temática jacobea, de la pintora Veloso.

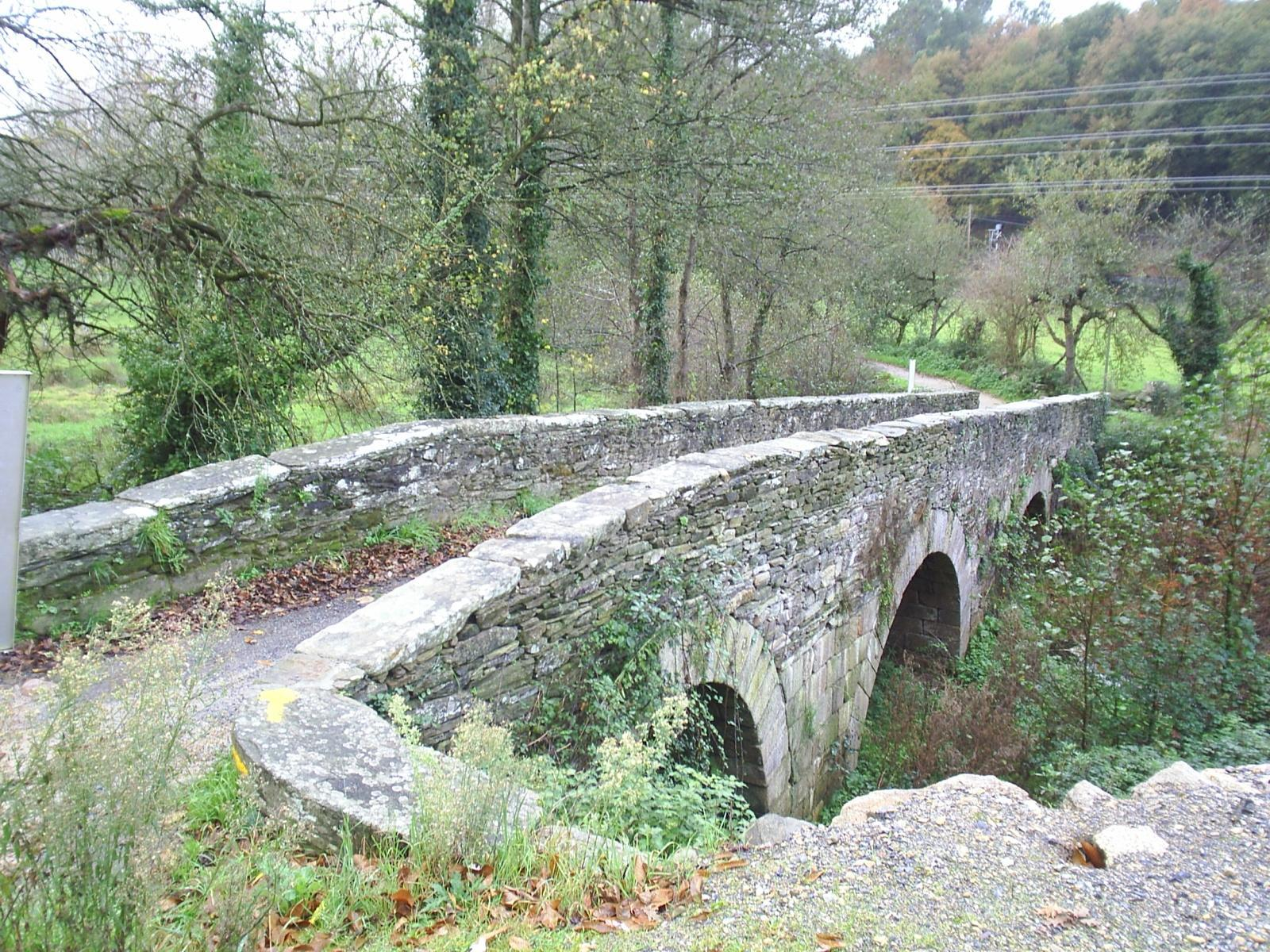
Puente da Áspera

- Puente da ÁsperaCasa de la Cultura. Edificio diseñado por Luis Bellido en 1896 que albergó las antiguas Escuelas Públicas, y fue donado por don Matías López López. Es sede de la biblioteca pública Camilo Gonsar, con salón de actos, salas de exposiciones y punto de acceso a Internet dedicado a la atención de peregrinos.[24]

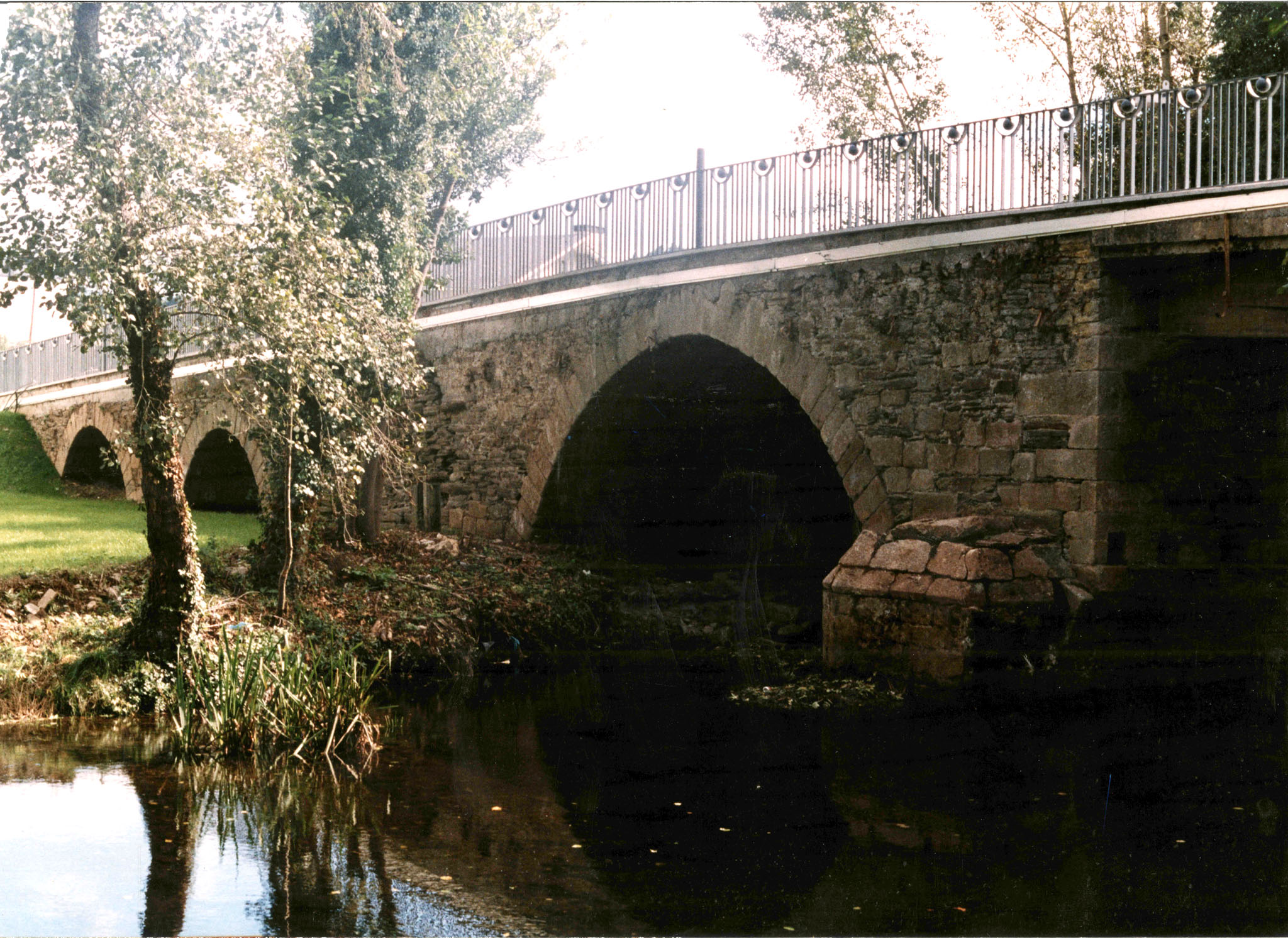
Ponte Ribeira de Sarria

- Ponte Ribeira de SarriaPonte Ribeira. Construcción para cruzar el río en la realización del camino francés de Santiago por el puente Ribeira, a cuya vera se encuentra la fuente Ribeira (siglo XVIII) blasonada con las armas de los Condes de Lemos (Castro).[20]
- Casa Sarry de Treilán, antigua fábrica de curtidos durante cerca de un siglo fundada por el industrial vasco-francés Juan Sarry. Los edificios de la antigua fábrica y vivienda albergan dos salones con capacidad para realizar eventos, siendo conocido el entorno como Pazo de Treilán[25]

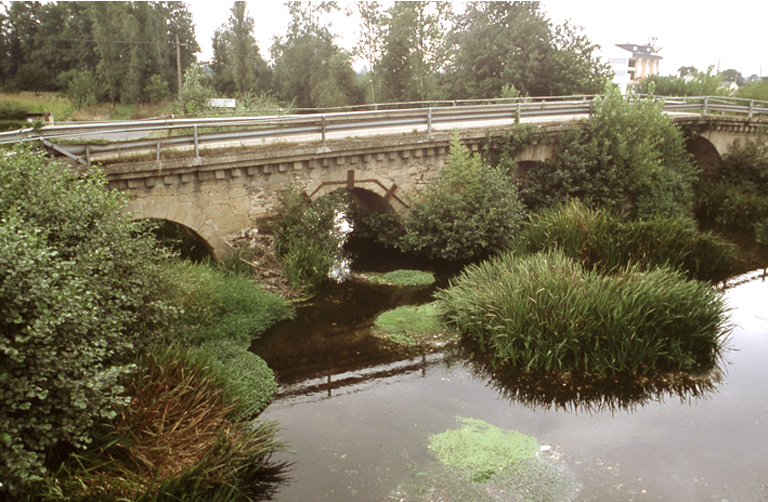
El puente Viejo

- Puente Viejo de MazadoiroEl puente ViejoPazo Torre do barrio de Louseiro, existente desde 1574 fundado por Don Ares Fernández do Barrio. Existía una torre que con el pasar del tiempo se transforma, y se une a la actual vivienda pero sin perder el sello de esta gran casa. Como recuerdos de tiempos pasados, observamos 2 escudos de armas labrados en piedra,uno en la fachada que asoma al camino y otro en la cara posterior. Actualmente el un Hotel.[26]

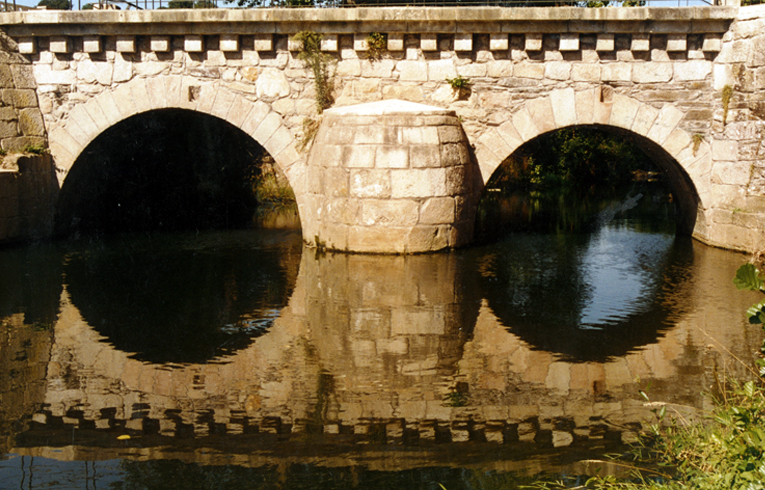
Puente Viejo de Mazadoiro

- Otros monumentos representativos son Villa Andrea[27] (conocida como Casa do Marqués), la Casa do Barrio,[28] el molino de Toleiro, Casa das Arsenias, Villa Aurelia[29] o la Escaleira da Fonte (hoy escalinata mayor). A mayores, otros edificios representativos de la villa son las casas blasonadas hoy en día convertidas algunas de ellas en albergues como la Casa Centeais de los Cedrón, parte de la Casa Grande de los Saavedra,[30] la Casa de Puche (Hospital Vello-Obra Pía de los Guitián), Casa de los Armesto o la Casa Guerra.

## Cultura

### Gastronomía

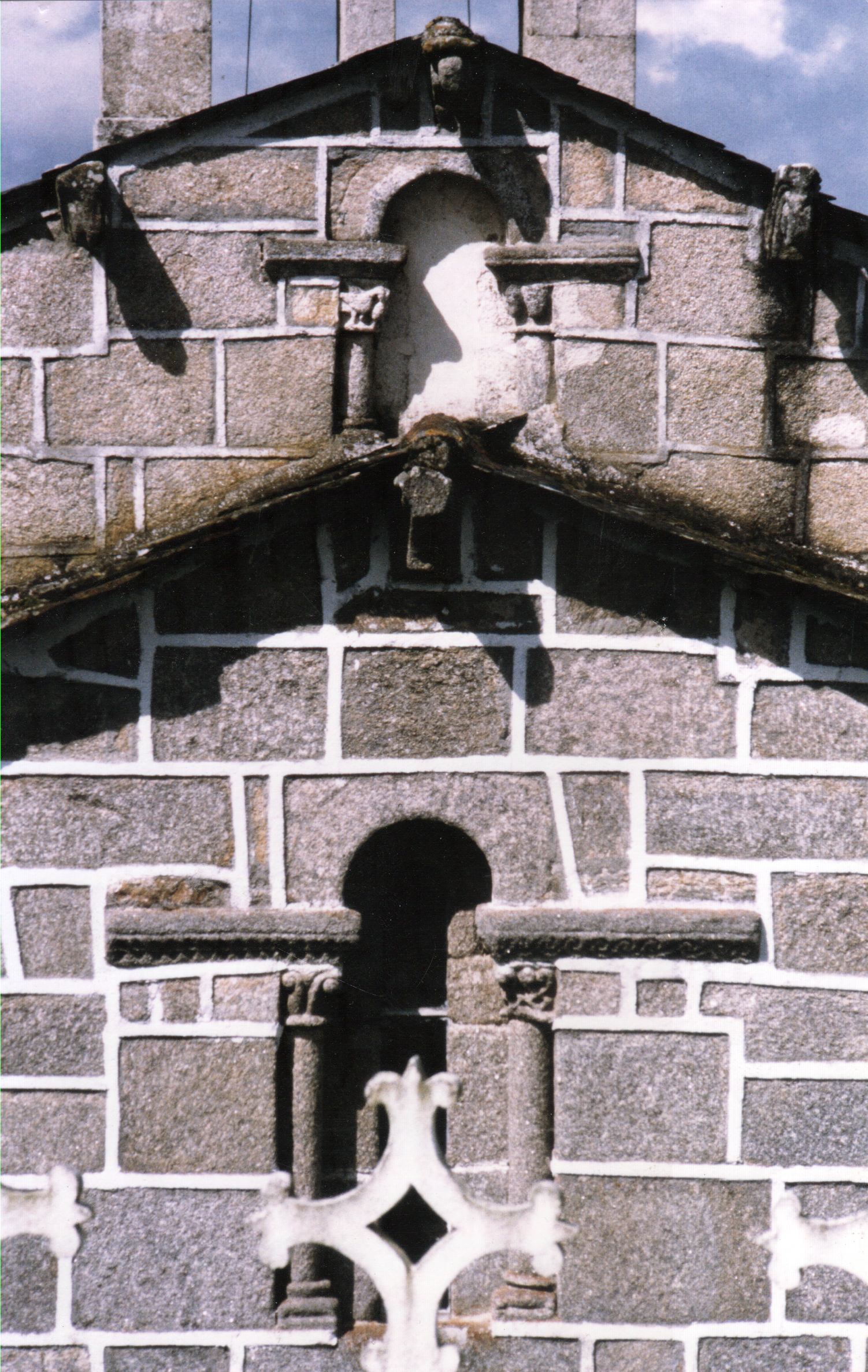
Iglesia de san Andrés de Paradela

En cuanto a los productos naturales, Sarria goza de merecida fama entre las localidades del interior de Galicia, tanto por la calidad de sus productos naturales, como por la esmerada preparación de los mismos, en los numerosos establecimientos hosteleros de todas las categorías, que con una buena relación calidad - precio, convierten a la villa en uno de los puntos de referencia a la hora de hablar del bien comer. Sarria es uno de los lugares punteros en producción de carnes de porcino entre las que se encuentra el cerdo Celta, raza autóctona recuperada donde se puede degustar todos los años en la Festa do Cocido do Porco Celta.
Respecto a los productos elaborados, destacan el pulpo a feira, que de manera tradicional se puede degustar en las ferias que se celebran los días 6, 20 y 27 de cada mes y en establecimientos fijos. También es destacable la elaboración artesanal de empanadas en nuestras panaderías, un producto muy demandado en la zona tanto por los sarrianos como por los visitantes de la villa. A destacar el primer Museo de Pan, inaugurado en 2012 por la Panadería Pallares, profesionales con más de 100 de antigüedad, donde el visitante gratuitamente no sólo podrá conocer el proceso de fabricación sino que podrá contemplar piezas artesanales antiguas e interesantes.

### Fiestas
Las detalladas a continuación, son las fiestas, ferias o eventos más representativos del municipio de Sarria. Existen muchas otras citas en la agenda como las fiestas parroquiales y romerías de los diferentes núcleos rurales, las celebraciones de carnaval, magostos, mallas populares, actuaciones de grupos folclóricos, torneos y exhibiciones deportivas, la milla urbana, certámenes literarios como el premio de poesía Fiz Vergara Vilariño, las Xornadas Xurídicas, exposiciones de arte como la del Salón de Otoño, actuaciones teatrales...
| Ferias tradicionales de ganado y mercado tradicional | El 6, 20 y 27 de cada mes                            |
| Festa do Porco Celta                                 | Tercer o cuarto domingo de febrero                   |
| Entroido                                             | Entre febrero y marzo                                |
| Feria de Antigüedades                                | Primer fin de semana de abril                        |
| Semana Santa                                         | Procesión de Ramos, Vía Crucis y Santo Entierro      |
| Muestra Ganadera San Isidro Labrador                 | Principios de mayo                                   |
| Corpus Christi                                       | Domingo posterior al jueves de Corpus                |
| Fiestas patronales de San Juan                       | Del 23 al 27 de junio                                |
| Festival de Magia Vila de Sarria                     | Del 16 al 18 de agosto                               |
| Noite Meiga                                          | Último sábado de agosto                              |
| Romaría de los Remedios                              | 8 de septiembre. Romería Campestre del Alto de Cesar |
| Magosto popular (castañada)                          | El 31 de octubre y 1 de noviembre                    |
| Tapicheo, concurso de tapas                          | Del 5 al 9 de diciembre                              |

### Música
En la comarca de Sarria se realizan varios festivales a lo largo del año, entre los que destacan Terra Brava de O Incio -el más veterano de todos-, Garitosis de la Rúa da Música de Sarria, la Esmorga Popular, el Interxeracións de La Unión y el San Martiño Caníbal de Louseiro. A todos ellos se unen, además, el Esmorga Fest y el Espantada Rock de Corvelle. Además existen abundantes asociaciones culturales como Peleiriños, Meigas y Trasgos, Rúa da Música o la centenaria Sociedad Recreativa La Unión.
| Esmorga Fest            | 5 y 16 de marzo         |
| Espantada Rock          | 31 de marzo             |
| San Juan                | Del 23 al 27 de junio   |
| Festival Interxeracións | 12 de agosto            |
| Garitosis               | 15 de agosto            |
| Festival de Magia       | Del 16 al 18 de agosto  |
| Terra Brava de O Incio  | Último sábado de agosto |
| Noite Meiga             | Último sábado de agosto |
| San Martiño Caníbal     | 10 de noviembre         |

### Deporte
La villa de Sarria cuenta con instalaciones deportivas municipales como pistas polideportivas, pabellones, canchas de pádel y tenis, piscinas municipales y una piscina cubierta.
Entre las entidades deportivas del municipio destacan:
- S. D. Sarriana, equipo de fútbol que compite actualmente en la quinta categoría de Tercera Federación del fútbol español.
- Club de Golf El Pilar - Sarria
- Club Baloncesto Sarria, equipo de baloncesto que compite en 2.º autonómica